# Sinopodisma shennongjiaensis
Sinopodisma shennongjiaensis är en insektsart som först beskrevs av Wang, Yuwen och Xiaodong Li 1996.  Sinopodisma shennongjiaensis ingår i släktet Sinopodisma och familjen gräshoppor. Inga underarter finns listade i Catalogue of Life.